# Districte d'Ağdaş
Ağdaş (àzeri: Ağdaş rayonu), és un districte de l'Azerbaidjan amb el centre administratiu a la ciutat d'Ağdaş.

## Població
El districte d'Ağdaş té una població de 93.100, la gran majoria dels quals (98%) són els àzeris.
Altres grups ètnics com els lesguians, els kurds i els tats constitueixen l'altre 2% de la població. La densitat mitjana de població a la ciutat és de 91 persones per km².
| Ciutats i regions | 2011  | 2011  | 2011  | 2012  | 2012  | 2012  |
| Ciutats i regions | Total | Homes | Dones | Total | Homes | Homes |
| Districte d'Ağdaş | 100,6 | 50,0  | 50,6  | 102,3 | 50,8  | 51,5  |
| Ağdaş             | 33,2  | 16,1  | 17,1  | 33,5  | 16,3  | 17,2  |
| Pobles            | 29,4  | 14,2  | 15,2  | 29,6  | 14,4  | 15,2  |

D'acord amb l'Informe anual del Comitè d'Estadística de l'Estat, en 2018, la població de la ciutat va registrar 108.700 habitants, la qual cosa representa un augment de 18.700 persones (aproximadament un 20.7%) de 90.000 persones el 2000. De la població total 54.200 són homes i 54.500 són dones. Més del 26.5% de la població (aproximadament 28.900 persones) són joves i adolescents de 14 a 29 anys.
|                   | 2000 | 2001 | 2002 | 2003 | 2004 | 2005 | 2006 | 2007 | 2008 | 2009 | 2010 | 2011  | 2012  | 2013  | 2014  | 2015  | 2016  | 2017  | 2018  |
| ----------------- | ---- | ---- | ---- | ---- | ---- | ---- | ---- | ---- | ---- | ---- | ---- | ----- | ----- | ----- | ----- | ----- | ----- | ----- | ----- |
| Districte d'Ağdaş | 90,0 | 91,0 | 91,7 | 92,4 | 93,3 | 94,4 | 95,5 | 96,6 | 97,5 | 98,4 | 99,3 | 100,6 | 102,3 | 103,3 | 104,4 | 105,5 | 106,7 | 107,9 | 108,7 |
| població urbana   | 27,1 | 27,8 | 28,4 | 29,0 | 29,7 | 30,4 | 31,1 | 31,6 | 32,2 | 32,8 | 33,0 | 33,2  | 33,5  | 33,7  | 35,3  | 35,5  | 35,8  | 36,0  | 36,2  |
| població rural    | 62,9 | 63,2 | 63,3 | 63,4 | 63,6 | 64,0 | 64,4 | 65,0 | 65,3 | 65,6 | 66,3 | 67,4  | 68,8  | 69,6  | 69,1  | 70,0  | 70,9  | 71,9  | 72,5  |